# Jean Marie River (Mackenzie River)
Der Jean Marie River ist ein etwa 205 km langer linker Nebenfluss des Mackenzie River in den kanadischen Nordwest-Territorien.

## Flusslauf
Der Jean Marie River entspringt 30 km nordöstlich des Sees Sambaa K’e (vormals „Trout Lake“) auf einer Höhe von etwa 400 m. Er fließt anfangs 32 km in Richtung Ostnordost. Anschließend biegt er scharf in Richtung Westnordwest ab und fließt wenig später nach Nordwesten. Die beiden langgestreckten Seen „Deep Lake“ und „McGill Lake“ liegen am Flusslauf. Bei Flusskilometer 103 kreuzt der Highway 1 („Mackenzie Highway“) den Fluss. Dort befindet sich ein Abflusspegel. Der Jean Marie River biegt im Anschluss in Richtung Ostsüdost ab. Er bildet nun zahlreiche enge Flussschlingen. Bei Flusskilometer 34 ändert der Jean Marie River seinen Kurs nach Norden. Die „Jean Marie Access Road“, die Zugangsstraße der Siedlung Jean Marie River, die am rechten Flussufer an der Mündung in den Mackenzie River liegt, folgt nun dem rechten Flussufer. Die Siedlung wird von der Jean Marie River First Nation bewohnt und verfügt über einen Flugplatz.

## Hydrologie
Der Jean Marie River entwässert ein etwa 1740 km² großes Areal. Das Einzugsgebiet grenzt im Osten und im Südosten an das des Trout River sowie im Südwesten und im Westen an das des Liard River. Der Jean Marie River hat am Abflusspegel einen mittleren Abfluss (MQ) von 5,2 m³/s. Im Mai führt der Fluss gewöhnlich die größten Wassermengen mit im Mittel 22,8 m³/s.